# Cine underground estadounidense
El cine underground estadounidense es una corriente cinematográfica inscrita dentro de las vanguardias,  directamente oposicional al cine clásico de Hollywood. Es un tipo de cine artesanal, no necesariamente narrativo, con una elevada autoconciencia artística y cauces de distribución propios.

## Orígenes
Los orígenes del cine underground estadounidense se sitúan en la década de 1940. El centro de las vanguardias cinematográficas se encuentra entonces en Nueva York, ya que Estados Unidos de América era considerado la cuna del modernismo(?), el desarrollo económico y el liberalismo. Es importante también tener en cuenta que se produjo una fuga masiva de intelectuales y artistas de Europa a Estados Unidos de América que huían del nazismo.

## Autores
Maya Deren: se la considera la primera directora de cine underground estadounidense. Lo significativo de su aportación es que toda su carrera corre en paralelo a la apertura de nuevas vías para el cine de vanguardia. Su obra sirvió de bisagra entre las artes plásticas y el cine. Maya Deren fue la primera directora de cine estadounidense que visitó institutos y universidades para dar a conocer el cine experimental. 
Para comprender el conjunto de su obra, es necesario considerar los tres pilares fundamentales de su formación artística:
- En primer lugar, desde 1941 se formó con la bailarina, coreógrafa y antropóloga Katherine Dunham, que popularizó las danzas afrocubanas y afrocaribeñas y escribió una tesis sobre las danzas de Haití. Maya Deren analizó y filmó durante tres años su trabajo en Haití.
- En segundo lugar, la influencia de Galka Scheyer, marchante de arte y profesora. Ella fue quien introdujo a Maya Deren en ciertos elementos de psicología analítica jungiana y la inspiró en el trabajo de ciertos arquetipos universales: el mar, la mitología griega, referencias al cuerpo humano,...
- La tercera influencia de Deren será el cineasta de origen checo Alexander Hammid, que la introdujo en las técnicas cinematográficas.

La autora definía sus propias obras con el término "películas de cámara", puesto que sus películas aspiran a llegar a un público que no sea muy amplio, un público intimista. No aspira a exhibirse en los grandes cines, pero tampoco a la marginalidad. Sus circuitos serán las universidades, museos, etc. todo lo que estaba en manos del arte pero a lo que el cine no había accedido todavía.
Su película más destacada es Meshes of the afternoon, que parte de lo onírico en el cine y la pintura europea y hace de la mujer la protagonista, interpretada por ella misma.
Keneth Anger: se sitúa en la misma tendencia que Maya Deren, dentro del underground estadounidense de los años 40. Su principal aportación del cine de Anger se basa en las alusiones directas al ocultismo, el escándalo, el Mal, la violencia y el fascismo. Su obra más importante es la película Fireworks. Es una película de trance que tiene como elemento fundamental una ensoñación, pero con carácter de pesadilla, plagado de elementos agresivos. La simbología violenta es desmesurada y se hacen alusiones a escenas sadomasoquistas en las que el protagonista es el propio director como actor, a los diecisiete años.
Otra de sus películas fundamentales es Scorpio Rising (1964), en la que hace referencia continua a elementos fascistas y a experiencias relacionadas con el satanismo y el ocultismo.
- Datos: Q5769613